# Dagobert Fourcade
Pour les articles homonymes, voir Fourcade.
Dagobert Fourcade, né le 9 décembre 1799 à Thann et décédé le 3 juin 1868, est un diplomate et homme politique français.

## Biographie
Dagobert Fourcade, ancien secrétaire de Talleyrand.
Il a commencé sa carrière diplomatique à la légation de France à Berne. En octobre 1828, il a obtenu le poste de vice-consul à Naples. Le 4 mars 1840, Fourcade était nommé consul à la résidence de Larnaca. Il a occupé ce poste jusqu’au 14 juillet 1845. Consul de première classe (arrêté du 30 juin 1846), il a obtenu le consulat de Port-Louis (île Maurice) le 22 décembre 1846, puis a été nommé consul général et chargé d'affaires au consulat de Guatemala (arrêté du 22 mars 1849). Nommé Officier de la Légion d'Honneur le 16 juin 1856, Dagobert Fourcade est décédé le 3 juin 1868.

## Sources
- « Dagobert Fourcade », dans Adolphe Robert et Gaston Cougny, Dictionnaire des parlementaires français, Edgar Bourloton, 1889-1891 [détail de l’édition]
- https://www.persee.fr/doc/cchyp_0761-8271_2000_num_30_1_1367